# Бочкай, Петар
Петар Бочкай (хорв. Petar Bočkaj; родился 23 июля 1996 года, Загреб, Хорватия) — хорватский футболист, вингер клуба «Осиек».

## Клубная карьера
Бочкай начал карьеру в клубе «Загорец». В 2011 году он перешёл в академию столичного «Динамо», из-за высокой конкуренции не смог пробиться в основу и в 2014 году подписал свой первый контракт с клубом одного низших дивизионов чемпионата Хорватии «Максимиром». Летом 2015 года Бочкай перешёл в «Интер» из Запрешича. 10 июля в матче против «Риеки» он дебютировал во чемпионате Хорватии. 13 мая 2016 года в поединке против «Осиека» Петар забил свой первый гол за «Интер».
Летом того же года Бочкай перешёл в «Локомотива». 17 июля в матче против загребского «Динамо» он дебютировал за новый клуб. 16 сентября в поединке против «Цибалии» Петар забил свой первый гол за «Локомотива».
Через год Бочкай подписал контракт с «Осиеком». 16 июля в матче против «Рудеша» он дебютировал за новую команду. 23 июля в поединке против «Истра 1961» Петар забил свой первый гол за «Осиек».

## Международная карьера
В том же году Бочкай поехал на юношеский чемпионат мира в ОАЭ. На турнире он сыграл в матче против команды Марокко.